# Rondonia
Rondonia (en portugués brasileño: Rondônia; en portugués europeo: Rondónia), antes denominada Guaporé, es uno de los veintiséis estados que, junto con el distrito federal, forman la República Federativa de Brasil. Su capital y ciudad más poblada es Porto Velho (Puerto Viejo). Está ubicado en la parte suroeste de la región Norte del país, entre los ríos Madera y Guaporé. Tiene como límites: Amazonas al norte, Mato Grosso al este, Acre al oeste, y el Estado Plurinacional de Bolivia al suroeste. Con 1 755 000 habs. en 2014, es el quinto estado menos poblado —por delante de Tocantíns, Acre, Amapá y Roraima, el menos poblado— y con 7,4 hab/km², el noveno menos densamente poblado, por delante de Mato Grosso del Sur, Pará, Tocantíns, Amapá, Acre, Mato Grosso, Amazonas y Roraima, el menos densamente poblado. El estado, que tiene el 0,8% de la población brasileña, es responsable del 0,6% del PIB brasileño.
El estado cuenta con 52 municipios. Aparte de la capital, hay otras ciudades importantes, como Ji-Paraná, Cacoal, Guayará-Merín, Jarú, Rolim de Moura, Villena y Presidente Médici. Es el único estado brasileño que lleva el nombre de una figura histórica nacional, en este caso, Cândido Mariano Rondon (1865-1958), que exploró el norte del país a mediados de la década de 1900, incluyendo la región que ahora lleva su nombre.

## Geografía

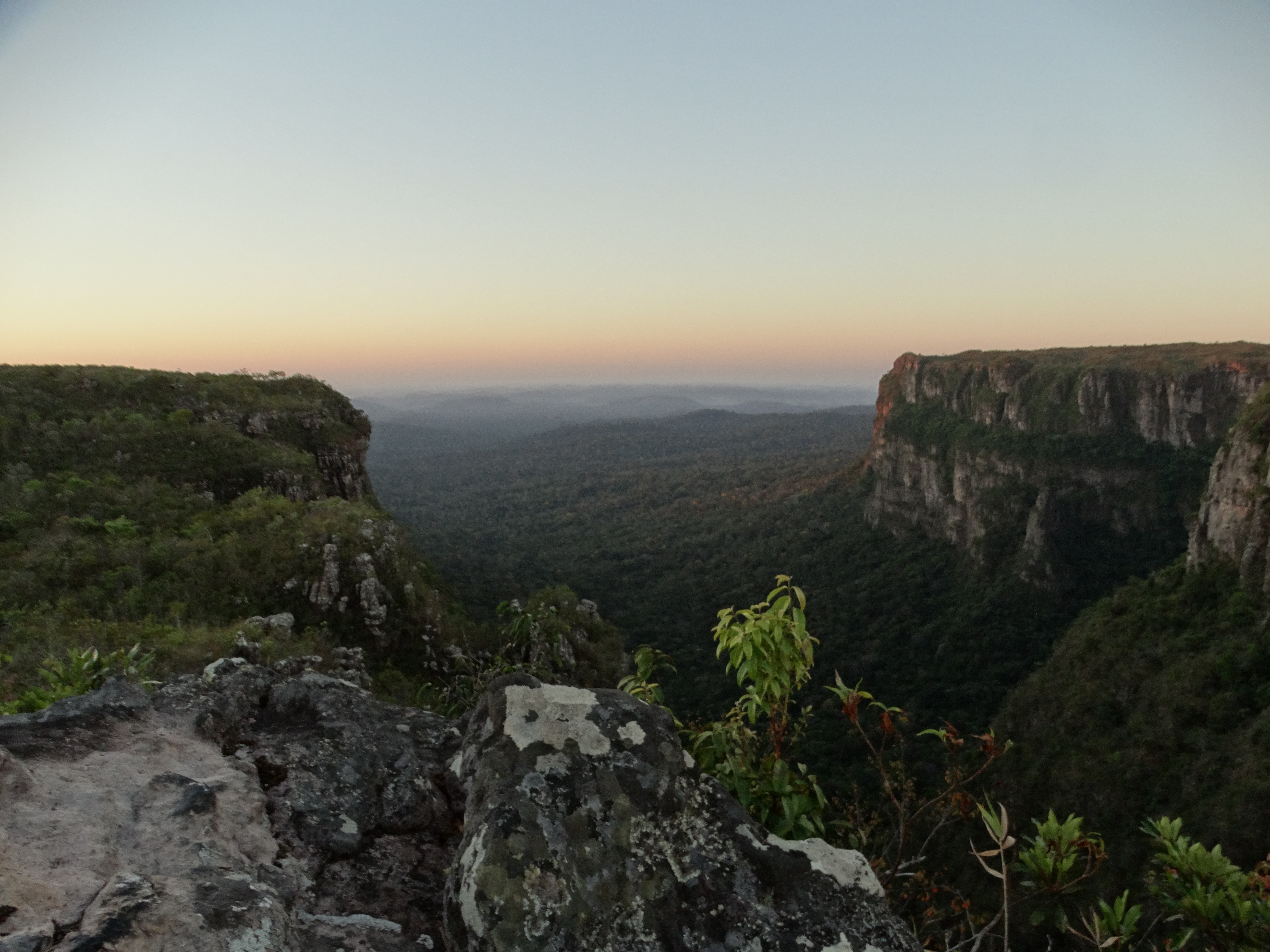
Parque nacional de Pacaás Nuevos.

Su relieve es suavemente ondulado, y el 94% del territorio se encuentra entre los 100 y 600 metros de altura. El Madera, el Yi-Paraná, el Guaporé y el Mamoré son los ríos principales. El clima es tropical y la economía se basa en la agricultura (café, cacao, arroz, mandioca/yuca, maíz) y en la extracción (caucho, madera, minerales).
La vegetación original del estado es la selva tropical. En el centro del estado se sitúa el Parque nacional de Pacaás Nuevos.

## Demografía
Perteneciente al norte de Brasil, es el tercer estado más poblado de esta macrorregión, con sus 1,6 millones de habitantes en 2012, sólo superado por el Pará y Amazonas. Sin embargo, sólo dos de sus municipios tienen poblaciones de más de 100.000 habitantes: Puerto Viejo (la capital y ciudad más grande, con 450 000 habitantes en 2012), y Ji-Paraná, con casi 120 000 habitantes. La población de Rondonia es una de las más diversificadas de Brasil, compuesta por inmigrantes de todas las regiones del país, entre los que destacan los estados de Goiás, Paraná, San Pablo, Minas Gerais, Río Grande del Sur, Espíritu Santo, Bahía, Sergipe y Mato Grosso (cuya presencia es notable en las ciudades del interior del estado), además de Ceará, Marañón, Amazonas y Acre, que se establecieron en la capital, conservando aún los fuertes rasgos de la población indígena en las ciudades amazónicas bañadas por grandes ríos, especialmente en Puerto Viejo y Guayará-Merín, las dos ciudades más antiguas del estado.
El último censo PNAD (Investigación Nacional por Muestra de Domicilios) reveló las siguientes cifras: 832.000 personas pardas ( multirraciales ) (54,81%), 546.000 personas blancas (35,95%), 115.000 personas negras (7,56%), 16.000 personas asiáticas (1,08% ), 8.000 amerindios (0,53%).

## Historia

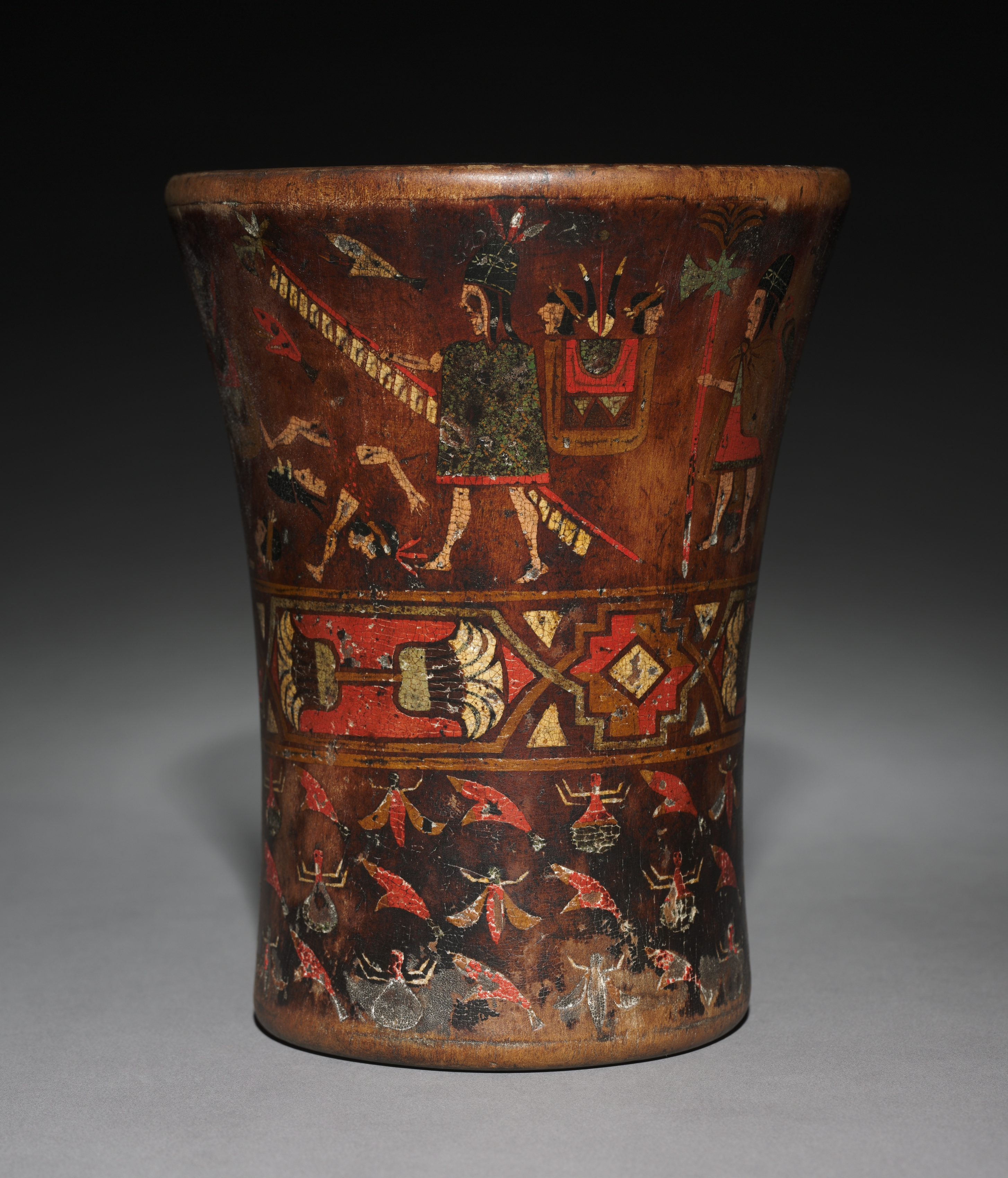
Quero andino que representa al ejército incaico masacrando a quienes parecen ser nativos amazónicos.

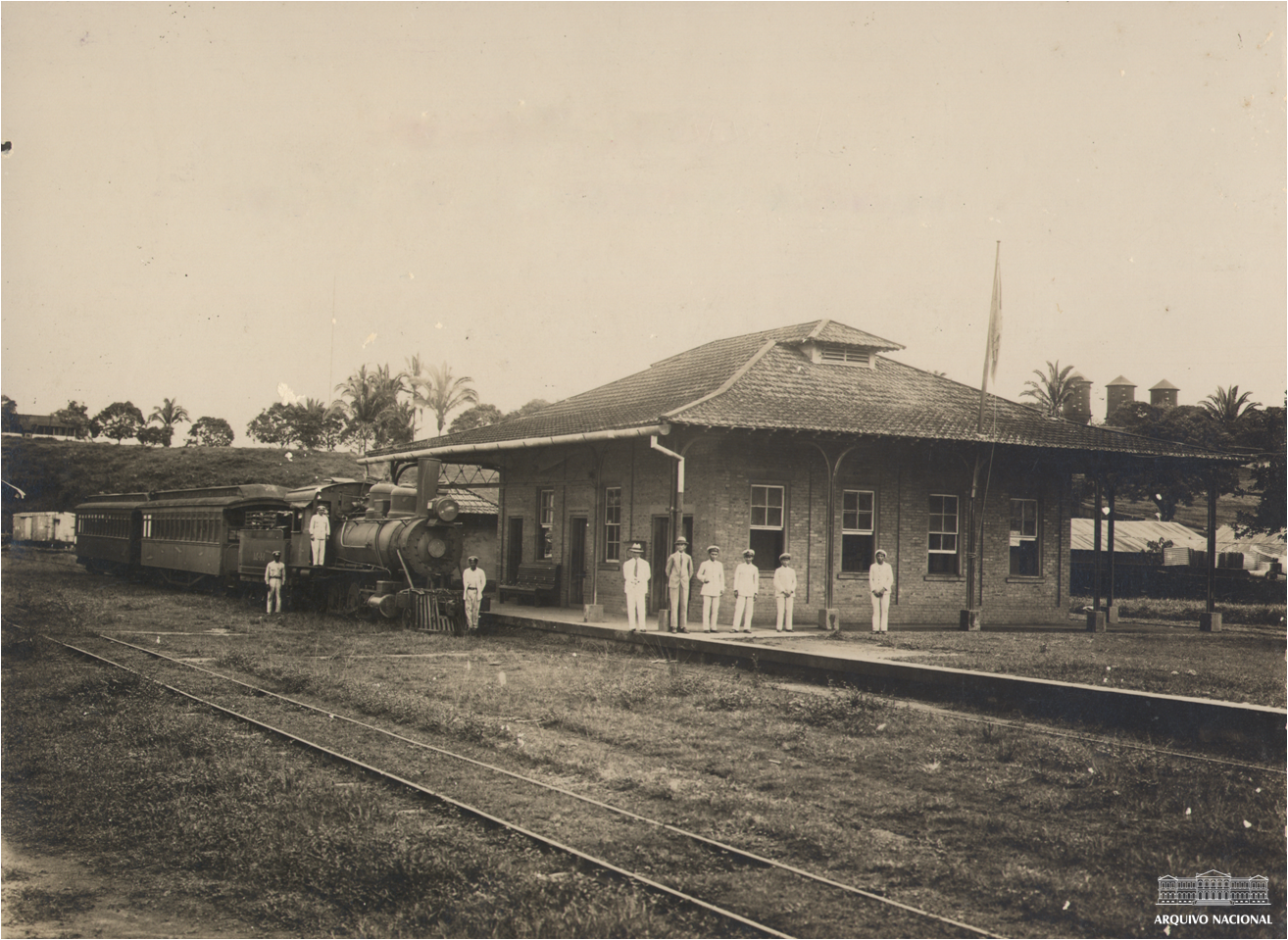
Estación del ferrocarril Madera-Mamoré, en Porto Velho, por lo años 1910. Archivo Nacional del Brasil.

Existen indicios de que el Imperio incaico habría arribado a la actual Rondonia siguiendo el trayecto de los ríos Beni, Madre de Dios, Mamoré e Iténez. Los cronistas españoles hablan de un gran avance del ejército inca hacia el este, hasta los linderos del celebérrimo "reino del Paititi". Según las crónicas de Juan de Lizarazu, durante el gobierno de Pachacútec Inca Yupanqui, una expedición de 8 mil soldados al mando de su nieto Manco Inca (no confundir con Manco Inca de Vilcabamba) llegó hacia el río Paititi. Juan Álvarez Maldonado anota que los incas fracasaron en conquistar militarmente al Paititi, por lo que optaron por la vía diplomática. Por orden del inca, el gobernante del Paititi fue agasajado con numerosos presentes. El río fue establecido como frontera definitiva y se levantaron dos fortalezas para rememorar el encuentro. Posteriormente, el propio Manco Inca se convertiría en el gobernante del mítico reino selvático, manteniendo cierta autonomía con respecto al Cusco.
Cuando Pachacútec falleció y Túpac Yupanqui ascendió como nuevo inca, algunos pueblos amazónicos organizaron una revuelta que fue aplastada por las tropas del general Apo Curimache. El general Otorongo Achachi se encargó de reforzar la presencia incaica en las fortificaciones. Décadas después, Guaynaapoc, hijo de Manco Inca, emprendería una visita al Cusco. Sin embargo, solamente se encontró con la turbulencia producida por la guerra civil incaica y la ocupación española, por lo que desertó del Cusco y retornó nuevamente al Paititi, exiliándose con un numeroso contingente de 20 mil seguidores. Este reino se habría constituido como un remanente incaico independiente y distinto al Imperio neoinca de Vilcabamba. 
Aparte de las crónicas, estos relatos estaban amparados únicamente en topónimos aislados y tradiciones orales recogidas en los llanos de Moxos, sin un sustento arqueológico tangible.
Sin embargo, durante el siglo XX, estudios arqueológicos en la selva descubrieron yacimientos monumentales pertenecientes al periodo incaico, como Las Piedras. En Rondonia, la existencia de 2 yacimientos arqueológicos que llaman la atención por su monumentalidad en comparación con otros yacimientos del Amazonas brasileño pueden conformar evidencia resolutiva de ocupación inca aún más al este, conforme lo sugiere Leveratto. La fortaleza del Río Madeira, compuesta por muros concéntricos que resguardan la colina Serra da Muralha, habría servido como un punto de vigilancia sobre la llanura, a fin de alertar de incursiones de tribus locales. Según Leveratto, es altamente probable que la fortaleza de Madeira sea la segunda fortificación descrita en las crónicas. Ciudad Laberinto, otro conjunto de ruinas muy afectadas por la maleza, ha sido propuesto como un centro religioso y administrativo construido por los desertores cusqueños de Guaynaapoc. Aunque la edificación de los sitios también ha sido atribuido a etnias selvícolas y portugueses, sus posicionamientos estratégicos favorecen la versión inca.
Por otro lado, el investigador Joaquim Cunh ha descubierto lo que cree que fue un altar astronómico incaico.
Ya en el siglo XVII, solamente unas pocas misiones religiosas europeas se habían aventurado por esta región. Con el descubrimiento de oro en el valle del río Cuiabá, en el siglo XVIII, los bandeirantes comenzaron a explorar el valle del sstrío Guaporé. En 1776 los portugueses empezaron la construcción del Fuerte Príncipe de Beira en la orilla del río Guaporé.
Un factor importante para la colonización fue el auge de la fiebre del caucho, a finales del siglo XIX, cuando mucha gente del noreste brasileño emigró a esta zona. El inicio de la construcción del ferrocarril Madeira-Mamoré, en 1907, constituyó otro impulso para el poblamiento.
En 1943, fue creado el Territorio Federal de Guaporé, en tierras separadas de Amazonas y de Mato Grosso. El territorio recibió el nombre de Rondonia en 1956, en homenaje a Cândido Rondon, el principal colonizador oficial brasileño de la región. El descubrimiento de casiterita estimuló la economía local y, en 1981, Rondonia se convirtió en Estado. Con la Constitución brasileña de 1988, Rondonia fue transformado en estado de la federación.

## Economía

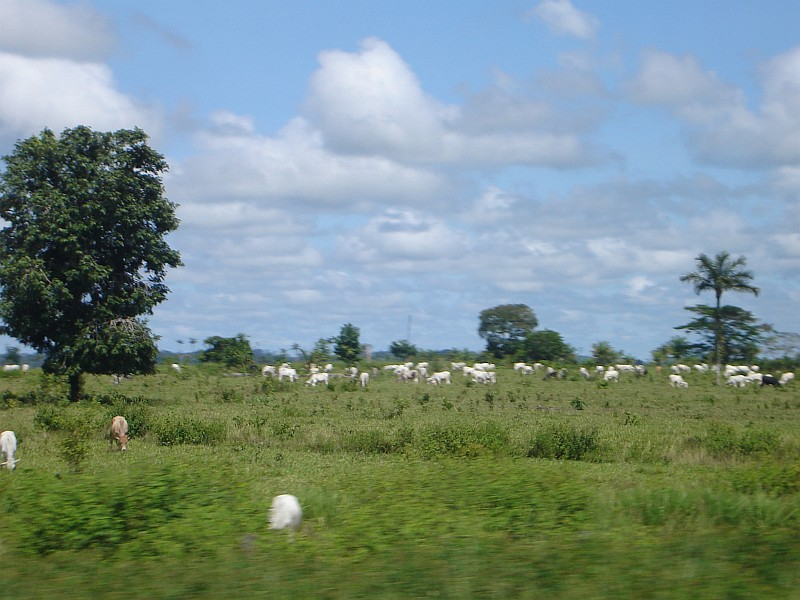
Potreros en las afueras de la ciudad de Ji-Paraná.

Rondonia es el tercer estado más rico de la región Norte, responsable de 11,7% del PIB de la región. A pesar de ser un estado joven tiene el tercer mejor índice de desarrollo humano, el segundo mayor PIB per cápita, la segunda tasa más baja de mortalidad infantil y la tercera tasa de analfabetismo más baja entre todos los estados del Norte y Nordeste del país. Entre 2002 y 2010, el estado tenía un 63,9% de crecimiento acumulado del PIB, y el segundo estado brasileño que más creció en período. Rondonia también tiene la menor incidencia de la pobreza y el mejor desempeño en la evaluación PISA en 2009, entre todos los estados del Norte y Nordeste y también el cuarto mejor distribución del ingreso en Brasil, y lo mejor de la Región Sur.
La economía del estado de Rondônia tiene, como actividades principales, agricultura, ganadería, industria alimentaria y extracción vegetal y mineral. En 2016, el PIB del estado alcanzó R $ 39.451 millones. Su canasta de exportación se compone principalmente de carne congelada (43.43%), soja (32.77%), estaño crudo (7.08%), madera aserrada (2.36%) y menudillos comestibles (2.02%).

### Agricultura

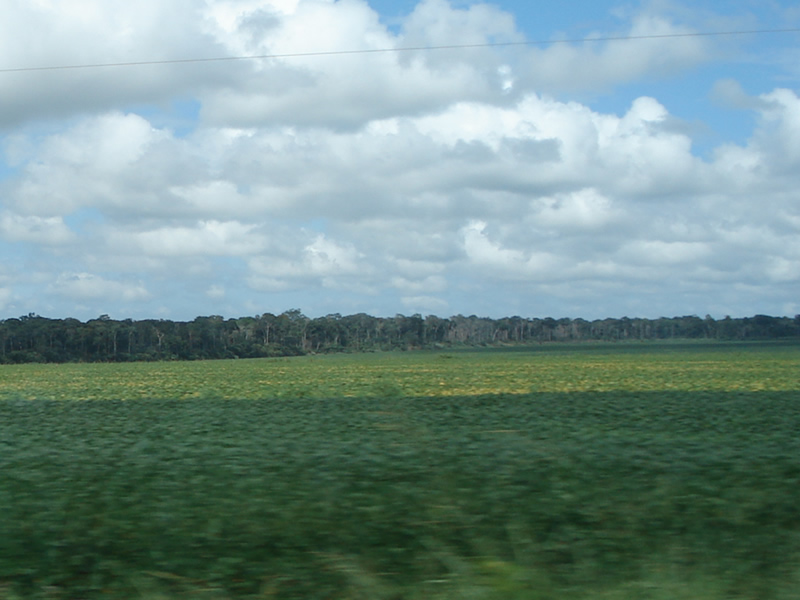
Soja en Ji-Paraná

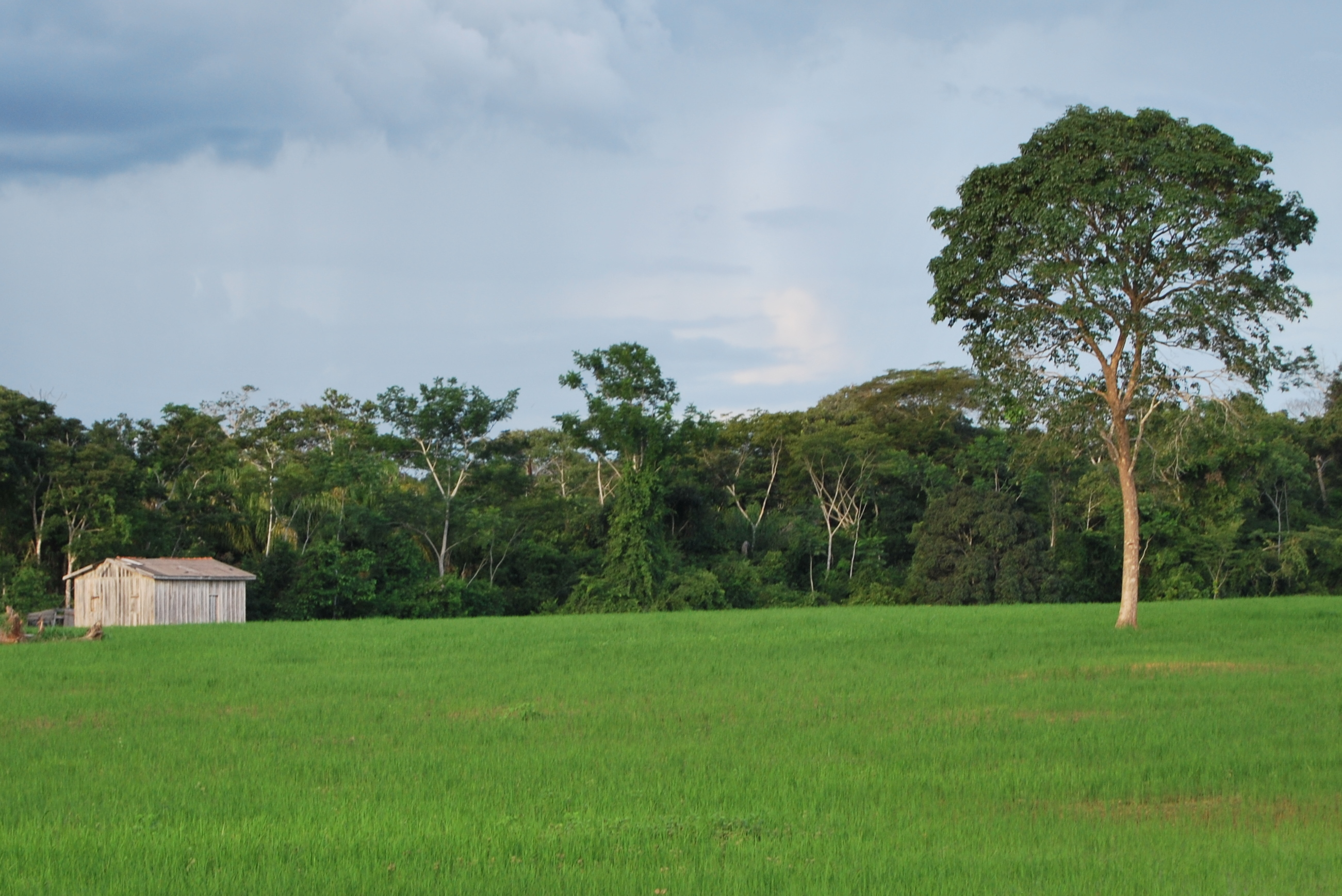
Arroz en Presidente Médici

A partir de la década de 1970, el estado atrajo a los agricultores de la parte sur-central del país, estimulado por los proyectos de colonización del gobierno federal y la disponibilidad de tierras baratas y fértiles. El desarrollo de las actividades agrícolas ha transformado el área en una de las principales fronteras agrícolas del país y en una de las regiones más prósperas y productivas del norte de Brasil. El estado se destaca en la producción de café (el mayor productor en el norte y el quinto mayor en Brasil), cacao (segundo mayor productor en el norte y tercero en Brasil), frijoles (segundo mayor productor en el norte), maíz (segundo mayor productor en la región norte), soja (tercer mayor productor en la región norte), arroz (tercer mayor productor en la región norte) y yuca (cuarto mayor productor en la región norte). A pesar del gran volumen de producción y el pequeño territorio según los estándares de la región (7 veces más pequeño que Amazonas y 6 veces más pequeño que Pará), Rondônia todavía tiene más del 60% de su territorio totalmente preservado.
En la producción de café, Rondônia fue, en 2019, el quinto mayor productor del país, siendo el segundo mayor productor de Coffea canephora, obteniendo un total de 2.3 millones de sacos de 60 kg de café (cerca de 138 mil toneladas) este año.
En la soja, en la cosecha brasileña de 2019, Rondônia cosechó 1,2 millones de toneladas, la tercera en la Región Norte.
En 2019, el estado produjo 805 mil toneladas de maíz, la segunda producción más grande en la Región Norte, perdiendo solo ante Tocantins.
En la producción de yuca, Brasil produjo un total de 17,6 millones de toneladas en 2018. Rondônia fue el undécimo productor más grande del país, con 583 mil toneladas.
En 2018, Rondônia produjo 124 mil toneladas de arroz.
En la producción de cacao, Pará ha estado compitiendo con Bahía por el liderazgo de la producción brasileña. En 2019, Pará cosechó 135 mil toneladas de cacao, y los bahianos cosecharon 130 mil toneladas. Rondônia es el tercer mayor productor de cacao del país, con 18 mil toneladas cosechadas en 2017.

### Ganado
En 2017, el estado tenía un rebaño de vacuno de 14.098.031 cabezas de ganado (73,37% para carne y el resto para productos lácteos), el segundo mayor rebaño en el norte, solo superado por Pará, siendo el sexto más grande del país, quinto en exportaciones de carne y octava en producción de leche. La producción de leche del estado en 2018 fue de alrededor de 800 millones de litros, el mayor productor del norte.

### Minería
En 2017, Rondônia tuvo el 0,62% de la participación minera nacional (octavo lugar en el país). Rondônia tenía producción de estaño (10,9 mil toneladas a un valor de R $ 333 millones), oro (1 tonelada a un valor de R $ 125 millones), niobio (en forma de columbita-tantalita) (3,5 mil toneladas a R $ 24 millones) y zinc en forma bruta (26 mil toneladas a R $ 27 millones). Además, en piedras preciosas, el estado tiene cierta producción de granate.

### Industria
En la industria, Rondônia tuvo un PIB industrial de R $ 8,2 mil millones en 2017, equivalente al 0,7% de la industria nacional. Emplea a 49,944 trabajadores en la industria. Los principales sectores industriales son: servicios industriales de servicios públicos, como electricidad y agua (54,4%), construcción (19,2%), alimentos (17,6%), madera (1,8%) y minerales no metálicos (1,2%). Estos 5 sectores concentran el 94.2% de la industria del estado.

## Energía

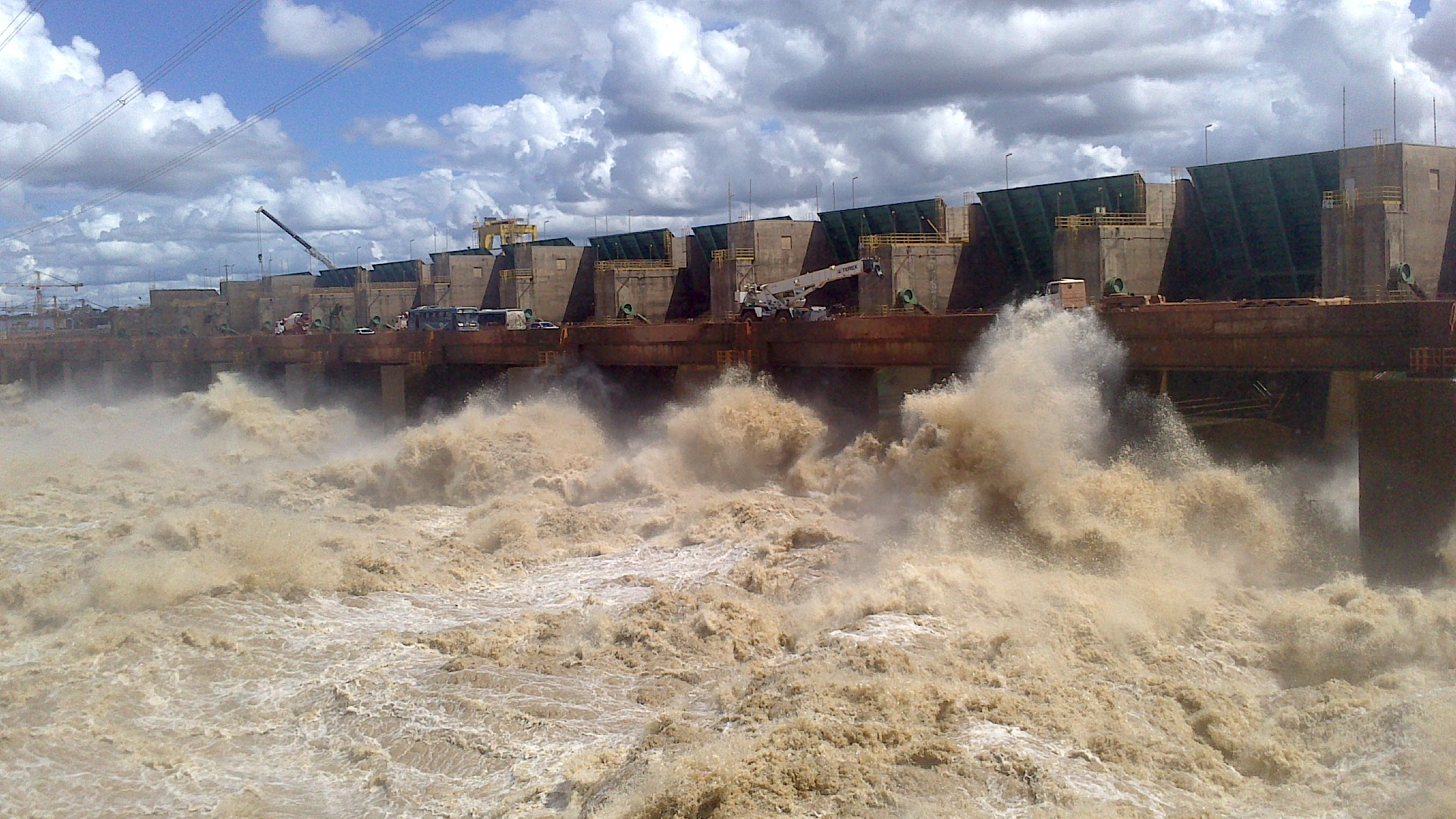
Usina Hidroeléctrica Santo Antônio.

Además de tener la Usina Hidroeléctrica Samuel, ubicada en el municipio de Candeias do Jamari, construida en la década de 1980 para atender la demanda de energía de los estados de Rondônia y Acre, así como varias pequeñas usinas hidroeléctricas (PCH), fueron construidas en el río Madeira, las usinas hidroeléctricas Santo Antônio y Jirau, que juntas tienen una capacidad instalada de 7.318 Megavatios-hora, cerca de la mitad de la energía generada por la Usina Hidroeléctrica de Itaipú. Rondônia fue el 5.º estado con más potencia hidroeléctrica instalada en Brasil en mayo de 2022, con 7,7 GW.

## Transporte

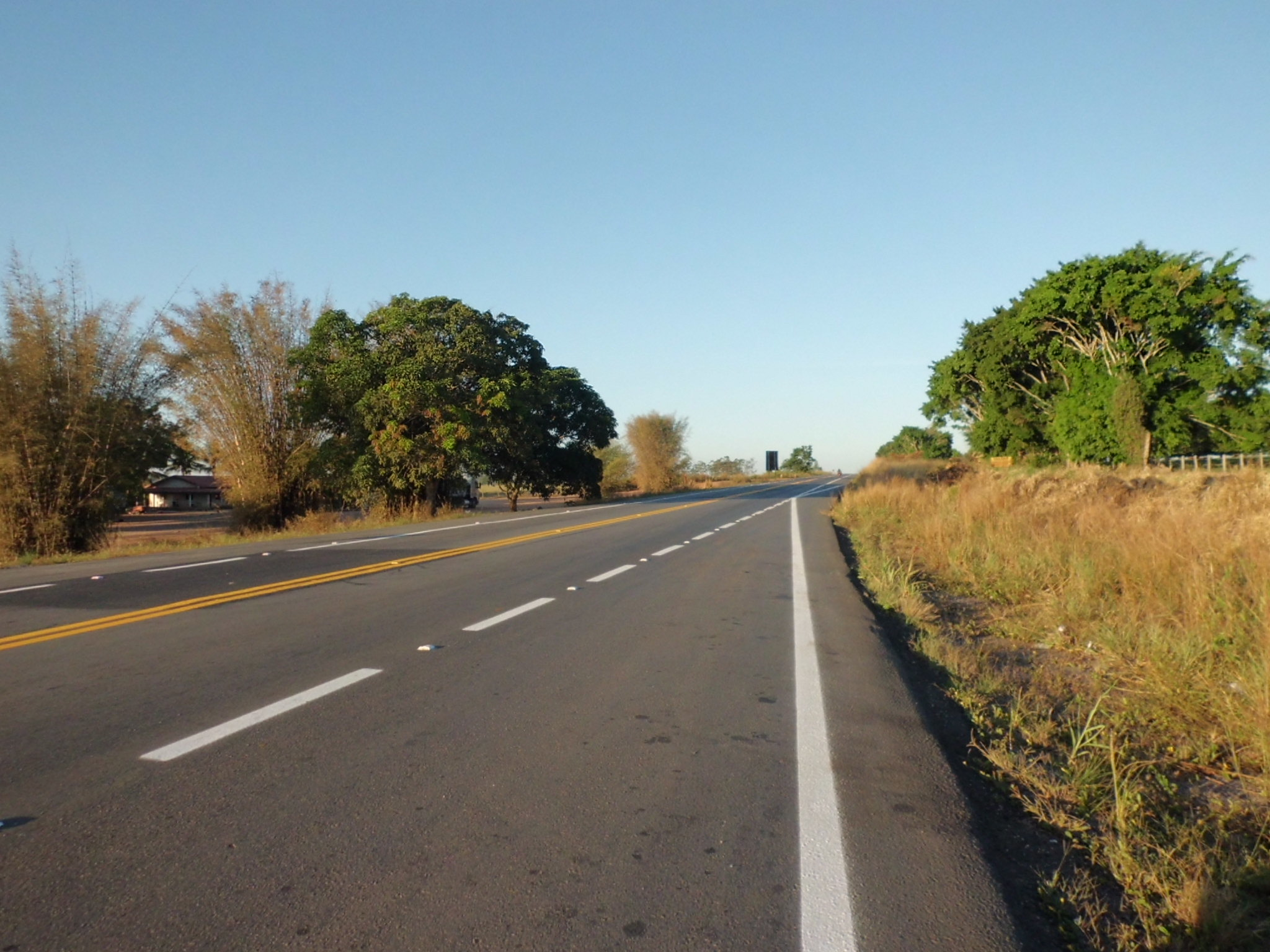
BR-364 en Cacoal.

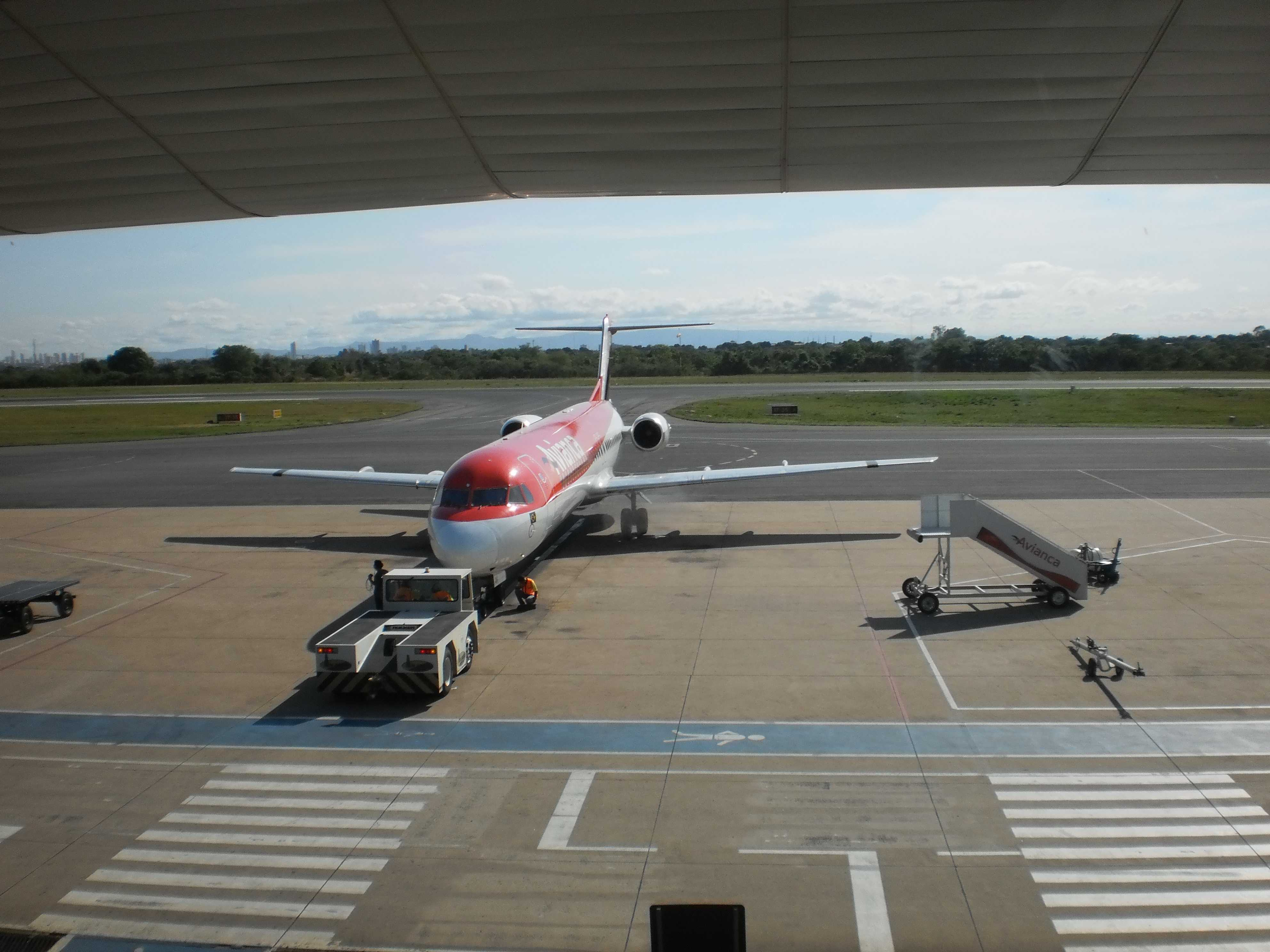
Aeropuerto Internacional de Porto Velho.

En 2022, Rondônia contaba con cerca de 11,000 km de carreteras pertenecientes al propio estado y con 2,021 km de carreteras federales. Cerca de la capital hay unos 50 km de carreteras duplicadas. La carretera principal del estado es la BR-364.

### Evolución histórica
| Tamaño de la Economía del Estado de Rondonia (PIB) y Riqueza promedio por cada habitante (PIB per Cápita) | Tamaño de la Economía del Estado de Rondonia (PIB) y Riqueza promedio por cada habitante (PIB per Cápita) | Tamaño de la Economía del Estado de Rondonia (PIB) y Riqueza promedio por cada habitante (PIB per Cápita) |
| Año | PIB (en Dólares)                                                                                          | PIB per Cápita del Estado (en Dólares)                                                                    |
| --- | --- | --- |
| 1999 | US$ 2 769 millones                                                                                        | US$ 2 221 dólares                                                                                         |
| 2000 | US$ 3 074 millones                                                                                        | US$ 2 413 dólares                                                                                         |
| 2001 | US$ 2 588 millones                                                                                        | US$ 2 137 dólares                                                                                         |
| 2002 | US$ 2 493 millones                                                                                        | US$ 1 966 dólares                                                                                         |
| 2003 | US$ 3 168 millones                                                                                        | US$ 2 143 dólares                                                                                         |
| 2004 | US$ 3 849 millones                                                                                        | US$ 2 464 dólares                                                                                         |
| 2005 | US$ 5 292 millones                                                                                        | US$ 3 449 dólares                                                                                         |
| 2006 | US$ 6 025 millones                                                                                        | US$ 3 856 dólares                                                                                         |
| 2007 | US$ 7 705 millones                                                                                        | US$ 5 300 dólares                                                                                         |
| 2008 | US$ 9 755 millones                                                                                        | US$ 6 531 dólares                                                                                         |
| 2009 | US$ 10 134 millones                                                                                       | US$ 6 738 dólares                                                                                         |
| 2010 | US$ 13 589 millones                                                                                       | US$ 8 708 dólares                                                                                         |
| 2011 | US$ 16 470 millones                                                                                       | US$ 10 447 dólares                                                                                        |
| 2012 | US$ 15 410 millones                                                                                       | US$ 9 692 dólares                                                                                         |
| 2013 | US$ 14 428 millones                                                                                       | US$ 8 348 dólares                                                                                         |
| 2014 | US$ 14 428 millones                                                                                       | US$ 8 271 dólares                                                                                         |
| 2015 | US$ 10 977 millones                                                                                       | US$ 6 208 dólares                                                                                         |
| 2016 | US$ 11 305 millones                                                                                       | US$ 6 325 dólares                                                                                         |
| 2017 | US$ 12 918 millones                                                                                       | US$ 7 172 dólares                                                                                         |
| 2018 | US$ 11 744 millones                                                                                       | US$ 6 477 dólares                                                                                         |
| 2019 | | |
| 2020 | | |
| Nota 1: Las cifras están expresadas en dólares estadounidenses. Nota 2: Debido a la inmensidad de Brasil, el IBGE tarda 2 años en publicar los datos oficiales (última publicación, 2016). Nota 3: Las cifras del año 2017 y 2018 son solo estimaciones del IBGE (sujetas a cambio). | | |

### Economía de Rondonia a nivel nacional
| Estados de Brasil según el tamaño de su Economía PIB (producto interno bruto) en 2016 | Estados de Brasil según el tamaño de su Economía PIB (producto interno bruto) en 2016 | Estados de Brasil según el tamaño de su Economía PIB (producto interno bruto) en 2016 | Estados de Brasil por riqueza promedio de habitante (producto interno bruto per Cápita) en 2016 | Estados de Brasil por riqueza promedio de habitante (producto interno bruto per Cápita) en 2016 | Estados de Brasil por riqueza promedio de habitante (producto interno bruto per Cápita) en 2016 |
| Posición                                                                              | Estado de                                                                             | Producto Interno Bruto                                                                | Posición                                                                                        | Estado de                                                                                       | PIB per Cápita                                                                                  |
| ------------------------------------------------------------------------------------- | ------------------------------------------------------------------------------------- | ------------------------------------------------------------------------------------- | ----------------------------------------------------------------------------------------------- | ----------------------------------------------------------------------------------------------- | ----------------------------------------------------------------------------------------------- |
| 1.º                                                                                   | São Paulo                                                                             | US$ 583 077 millones                                                                  | 1.º                                                                                             | Distrito Federal                                                                                | US$ 22.677 dólares                                                                              |
| 2.º                                                                                   | Río de Janeiro                                                                        | US$ 183 158 millones                                                                  | 2.º                                                                                             | São Paulo                                                                                       | US$ 13.056 dólares                                                                              |
| 3.º                                                                                   | Minas Gerais                                                                          | US$ 155 821 millones                                                                  | 3.º                                                                                             | Río de Janeiro                                                                                  | US$ 11.032 dólares                                                                              |
| 4.º                                                                                   | Río Grande do Sul                                                                     | US$ 116 914 millones                                                                  | 4.º                                                                                             | Mato Grosso                                                                                     | US$ 10.740 dólares                                                                              |
| 5.º                                                                                   | Paraná                                                                                | US$ 114 916 millones                                                                  | 5.º                                                                                             | Santa Catarina                                                                                  | US$ 10.648 dólares                                                                              |
| 6.º                                                                                   | Bahía                                                                                 | US$ 78 127 millones                                                                   | 6.º                                                                                             | Río Grande do Sul                                                                               | US$ 10.379 dólares                                                                              |
| 7.º                                                                                   | Santa Catarina                                                                        | US$ 73 431 millones                                                                   | 7.º                                                                                             | Paraná                                                                                          | US$ 10.242 dólares                                                                              |
| 8.º                                                                                   | Distrito Federal                                                                      | US$ 67 376 millones                                                                   | 8.º                                                                                             | Mato Grosso do Sul                                                                              | US$ 9.818 dólares                                                                               |
| 9.º                                                                                   | Goiás                                                                                 | US$ 51 982 millones                                                                   | Promedio                                                                                        | Brasil                                                                                          | US$ 8 727 dólares                                                                               |
| 10.º                                                                                  | Pernambuco                                                                            | US$ 47 861 millones                                                                   | 9.º                                                                                             | Espírito Santo                                                                                  | US$ 7.880 dólares                                                                               |
| 11.º                                                                                  | Ceará                                                                                 | US$ 39 590 millones                                                                   | 10.º                                                                                            | Goiás                                                                                           | US$ 7.779 dólares                                                                               |
| 12.º                                                                                  | Pará                                                                                  | US$ 39 501 millones                                                                   | 11.º                                                                                            | Minas Gerais                                                                                    | US$ 7.436 dólares                                                                               |
| 13.º                                                                                  | Mato Grosso                                                                           | US$ 35 429 millones                                                                   | 12.º                                                                                            | Amazonas                                                                                        | US$ 6.377 dólares                                                                               |
| 14.º                                                                                  | Espírito Santo                                                                        | US$ 31 250 millones                                                                   | 13.º                                                                                            | Rondonia                                                                                        | US$ 6.327 dólares                                                                               |
| 15.º                                                                                  | Mato Grosso do Sul                                                                    | US$ 26 286 millones                                                                   | 14.º                                                                                            | Roraima                                                                                         | US$ 6.138 dólares                                                                               |
| 16.º                                                                                  | Amazonas                                                                              | US$ 25 468 millones                                                                   | 15.º                                                                                            | Tocantins                                                                                       | US$ 5.905 dólares                                                                               |
| 17.º                                                                                  | Maranhão                                                                              | US$ 24 400 millones                                                                   | 16.º                                                                                            | Amapá                                                                                           | US$ 5.255 dólares                                                                               |
| 18.º                                                                                  | Río Grande do Norte                                                                   | US$ 17 069 millones                                                                   | 17.º                                                                                            | Pernambuco                                                                                      | US$ 5.096 dólares                                                                               |
| 19.º                                                                                  | Paraíba                                                                               | US$ 16 905 millones                                                                   | 18.º                                                                                            | Río Grande do Norte                                                                             | US$ 4.922 dólares                                                                               |
| 20.º                                                                                  | Alagoas                                                                               | US$ 14 149 millones                                                                   | 19.º                                                                                            | Sergipe                                                                                         | US$ 4.918 dólares                                                                               |
| 21.º                                                                                  | Piauí                                                                                 | US$ 11 846 millones                                                                   | 20.º                                                                                            | Bahía                                                                                           | US$ 4.854 dólares                                                                               |
| 22.º                                                                                  | Rondonia                                                                              | US$ 11 287 millones                                                                   | 21.º                                                                                            | Acre                                                                                            | US$ 4.827 dólares                                                                               |
| 23.º                                                                                  | Sergipe                                                                               | US$ 11 120 millones                                                                   | 22.º                                                                                            | Pará                                                                                            | US$ 4.784 dólares                                                                               |
| 24.º                                                                                  | Tocantins                                                                             | US$ 9 033 millones                                                                    | 23.º                                                                                            | Ceará                                                                                           | US$ 4.426 dólares                                                                               |
| 25.º                                                                                  | Amapá                                                                                 | US$ 4 102 millones                                                                    | 24.º                                                                                            | Paraíba                                                                                         | US$ 4.235 dólares                                                                               |
| 26.º                                                                                  | Acre                                                                                  | US$ 3 934 millones                                                                    | 25.º                                                                                            | Alagoas                                                                                         | US$ 4.221 dólares                                                                               |
| 27.º                                                                                  | Roraima                                                                               | US$ 3 150 millones                                                                    | 26.º                                                                                            | Piauí                                                                                           | US$ 3.695 dólares                                                                               |
| Total                                                                                 | Brasil                                                                                | US$ 1 793 312 millones                                                                | 27.º                                                                                            | Maranhão                                                                                        | US$ 3.515 dólares                                                                               |
| Fuente: Instituto Brasileño de Geografía y Estadística IBGE (2019)                    |                                                                                       |                                                                                       |                                                                                                 |                                                                                                 |                                                                                                 |

## Municipios más poblados
Los municipios listados están con la población actualizada con la estimación de 2016

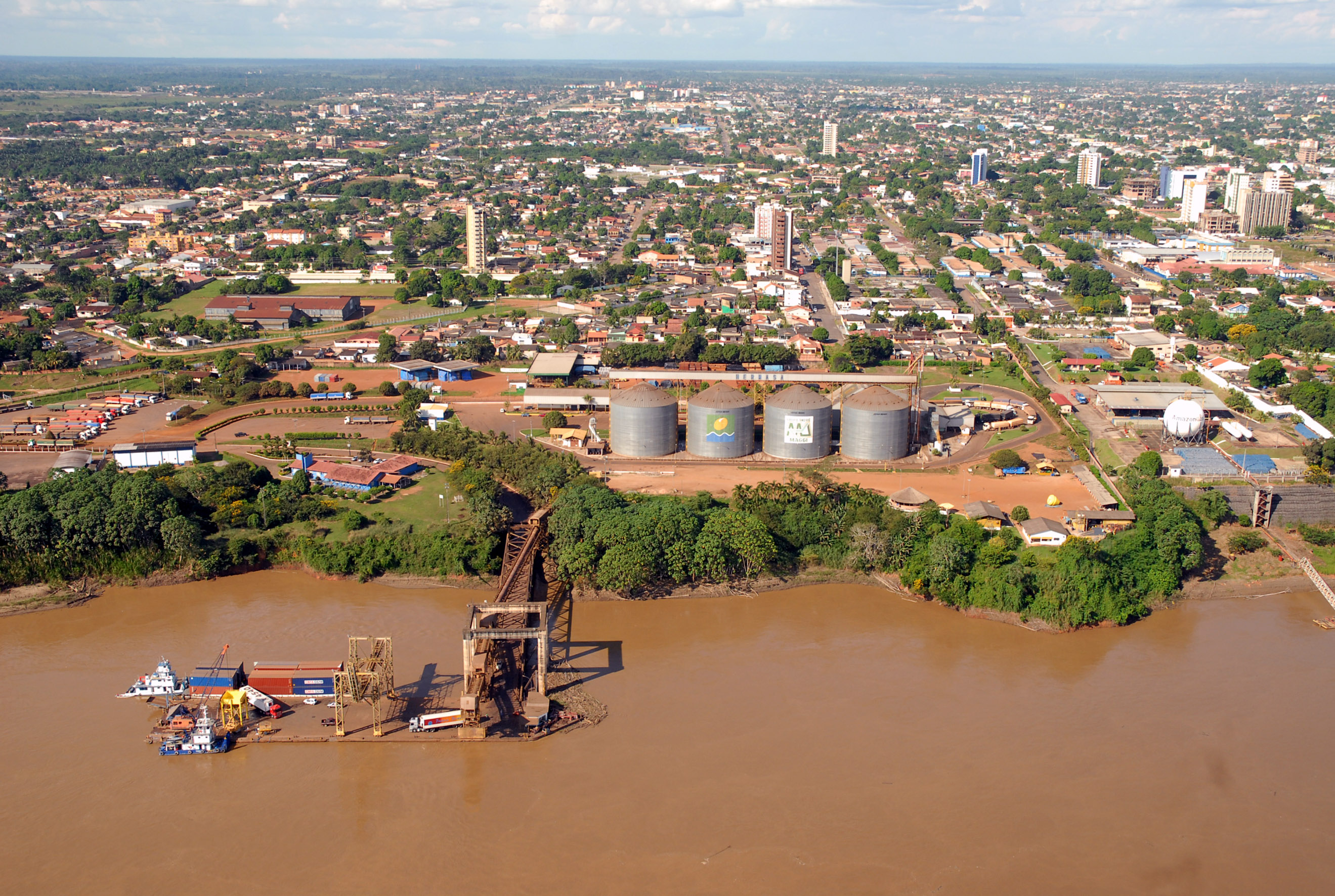
Vista aérea de Puerto Viejo, el municipio más poblado del Estado de Rondonia
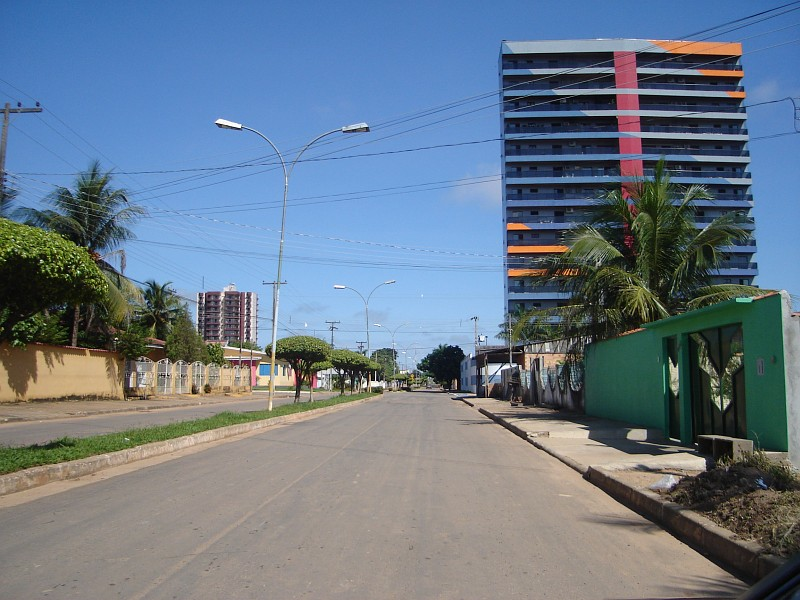
Ji-Paraná, la segunda ciudad más grande de Rondonia
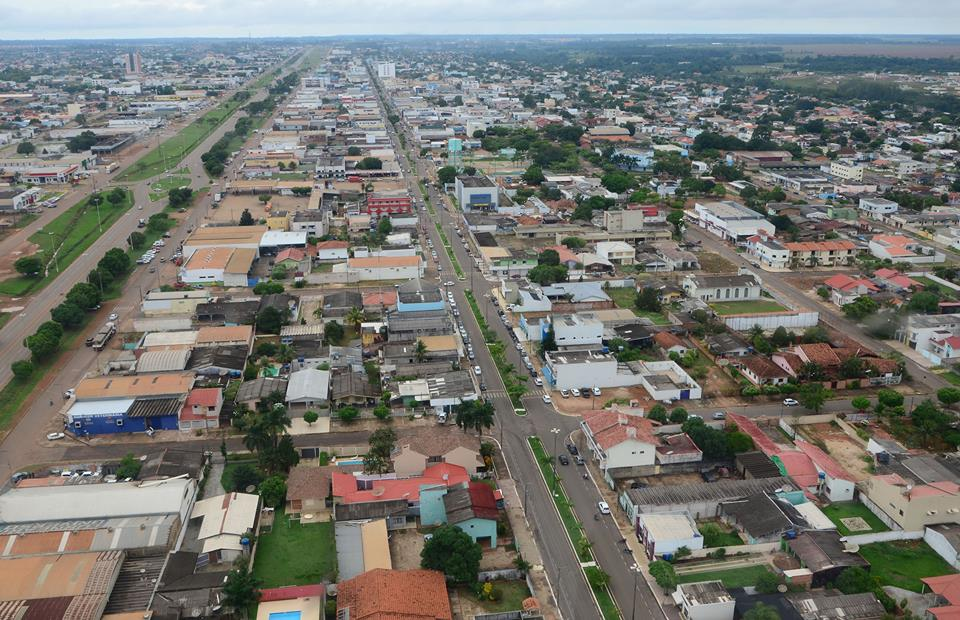
Vilhena, cuarta ciudad más grande de Rondonia
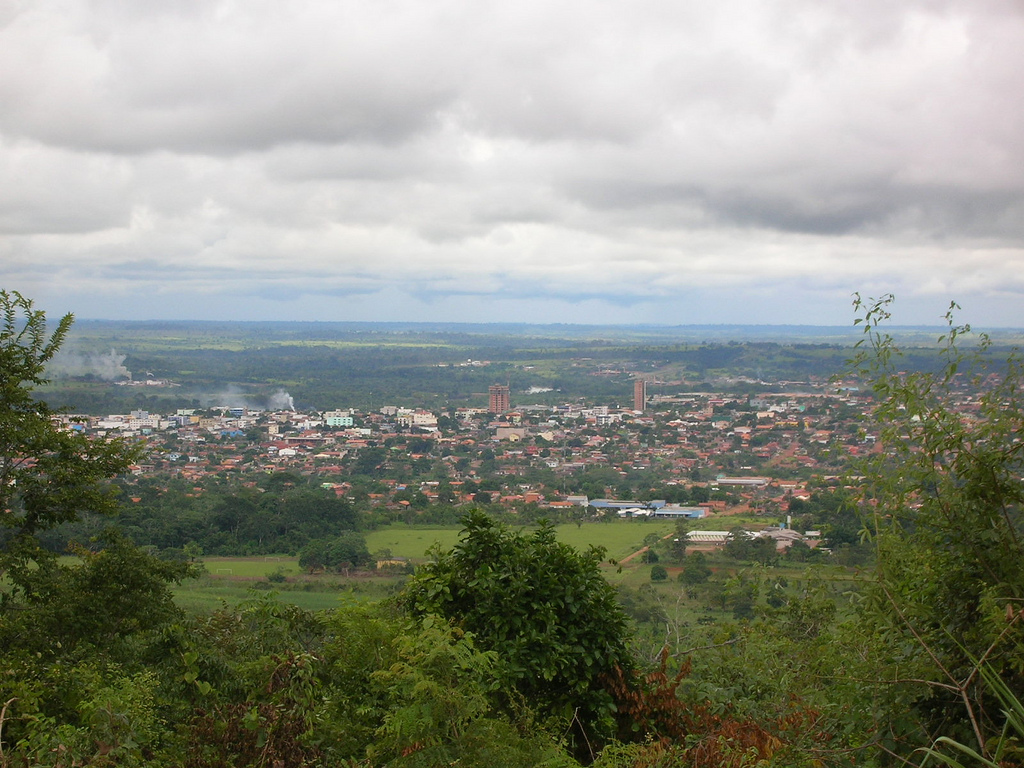
Cacoal, quinta mayor ciudad de Rondonia

| Municipio                | Población |
| ------------------------ | --------- |
| 1– Porto Velho           | 517 219   |
| 2 –Ji-Paraná             | 133 026   |
| 3 - Ariquemes            | 103 896   |
| 4 - Vilhena              | 99 745    |
| 5 - Cacoal               | 86 506    |
| 6 - Rolim de Moura       | 56 735    |
| 7 - Guajará-Mirim        | 48 603    |
| 8 - Jaru                 | 47 403    |
| 9 - Pimenta Bueno        | 36 786    |
| 10 - Ouro Preto do Oeste | 35 016    |